# Liste der Landräte des Landkreises München
Die Liste der Landräte des Landkreises München gibt einen Überblick über die Landrichter, Bezirksoberamtmänner und Landräte des oberbayerischen Landkreises München.

## Landräte
| Landräte            | Landräte                | Partei | Partei | Amtszeit / Amt                |
| ------------------- | ----------------------- | ------ | ------ | ----------------------------- |
|                     | Georg Ignaz Kuttner     |        |        | 1839–1844 Landrichter         |
|                     | Michael Eder            |        |        | 1845–1853 Landrichter         |
|                     | Karl Aug. Mechel        |        |        | 1854–1862 Landrichter         |
| Georg von Grundner  | Georg von Grundner      |        |        | 1863–1870 Bezirksoberamtmann  |
|                     | Josef Hermann           |        |        | 1871–1874 Bezirksamtmann      |
|                     | Rudolf von Roman        |        |        | 1875–1879 Bezirksoberamtmann  |
|                     | Bernhard Vogler         |        |        | 1880–1886 Bezirksoberamtmann  |
|                     | Emil Pündtner           |        |        | 1887–1896 Bezirksoberamtmann  |
|                     | Emil Geis               |        |        | 1896–1904 Bezirksoberamtmann  |
|                     | Siegmund von Schacky    |        |        | 1905–1913 Bezirksoberamtmann  |
|                     | Franz Heinz             |        |        | 1913–1927 Bezirksoberamtmann  |
|                     | W. Freiherr von Stengel |        |        | 1927–1931 Bezirksoberamtmann  |
|                     | Max Mayer               |        |        | 1932–1938 Bezirksoberamtmann  |
|                     | Emil Schick             |        |        | 1938–1943 Landrat             |
|                     | Georg Schmid            |        |        | 1943–1945 Landrat             |
|                     | Hans Staub              |        |        | 1945–1947 Landrat             |
|                     | Karl Balling            |        | CSU    | 1947 Landrat                  |
|                     | Rudolf Gunst            |        | CSU    | 1947–1948 Landrat             |
|                     | Peter Hecker            |        | CSU    | 1. Juni 1948 – 30. April 1970 |
| Joachim Gillessen   | Joachim Gillessen       |        | CSU    | 1. Mai 1970 – 30. April 1996  |
| Heiner Janik        | Heiner Janik            |        | CSU    | 1. Mai 1996 – 30. April 2008  |
| Johanna Rumschöttel | Johanna Rumschöttel     |        | SPD    | 1. Mai 2008 – 30. April 2014  |
|                     | Christoph Göbel         |        | CSU    | seit 1. Mai 2014              |